# آکافلیگ موشن ۸
آکافلیگ موشن ۸ (به انگلیسی: Akaflieg_München_Mü8) یک هواگرد ملخ‌پیشین تک‌موتوره از نوع هواپیمای سبک ساخت شرکت Akaflieg München است. هواگرد آکافلیگ موشن ۸ نخستین پروازش را در ۱۹۳۳ میلادی انجام داد. در مجموع، تعداد ۱ فروند از این هواگرد ساخته شده‌است.